# Igreja Católica no Senegal
A Igreja Católica no Senegal é parte da Igreja Católica universal, em comunhão com a liderança espiritual do Papa, em Roma, e da Santa Sé. A maior parte dos católicos vive no sudoeste do país, pois, desde o período colonial francês no século XIX, o trabalho missionário católico estava confinado a estas regiões, já que o islamismo ainda não havia lá prevalecido. O Senegal é um país tipicamente conhecido pela tolerância religiosa, e é comum que tanto cristãos, quanto muçulmanos, pratiquem o sincretismo com as crenças tradicionais africanas.

## História
O Senegal tornou-se predominantemente muçulmano no século XI por meio da influência dos mouros. O primeiro contato da região com o cristianismo ocorreu logo após os portugueses descobrirem Cabo Verde, por volta do ano 1460. O chefe senegalês Bohemoi foi batizado em Lisboa entre 1486 e 1490, ajudando a promover a fé. Durante os séculos XVI e XVII, foram feitas visitas apostólicas ocasionais ao território por jesuítas e capuchinhos vindos de Portugal ou São Tomé e também por capelães navais franceses, que atuavam como pastores em São Luís e em Goreia.
Em 1779, foi criada a Prefeitura Apostólica de São Luís, e o Senegal foi confiado aos padres espiritanos. Em 1819, chegaram as irmãs da Congregação de São José de Cluny, onde a fundadora, beata Ana Maria Javouhey, viveu entre 1822 e 1824). Inspirados por seus cuidados, os três primeiros senegaleses foram preparados para ser ordenados em 1840. Em 1845, a Filhas do Santo Coração de Maria enviaram seus primeiros missionários ao Senegal. Um deles, o monsenhor Truffet, tornou-se vigário apostólico das Duas Guinés e residiu em Dacar até sua morte, um ano depois. O sucessor de Truffet, o bispo Kobès, foi o verdadeiro organizador da missão da Senegâmbia, que se separou em novo um vicariato em 1863.
Após o estabelecimento da hierarquia eclesiástica em 1955, as dioceses de Ziguinchor e São Luís foram confiadas aos padres espiritanos e a Diocese de Kaolack aos missionários do Sagrado Coração.  O diálogo inter-religioso entre a Igreja e os líderes islâmicos do Senegal no final do século 20 foi bastante facilitado pelo Centro Brottier, patrocinado pela Igreja em Dacar. A região, que sofria cada vez mais com a expansão do Saara a oeste, foi auxiliada pela instituição de caridade papal privada Cor Unum, que começou a doar fundos para combater a fome crescente na região em 1996.

## Atualmente

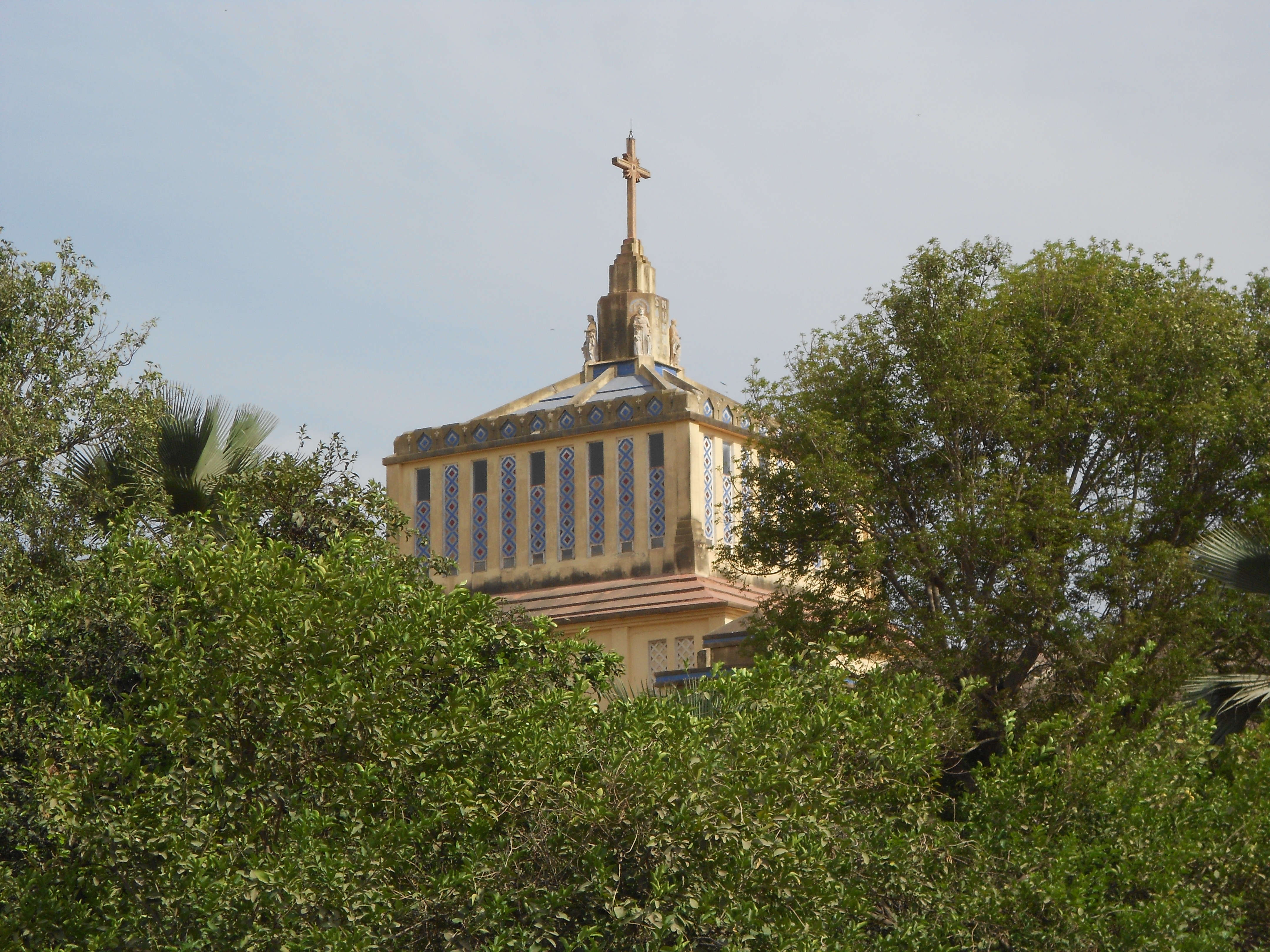
Catedral de Santana, sede da Diocese de Thiès.

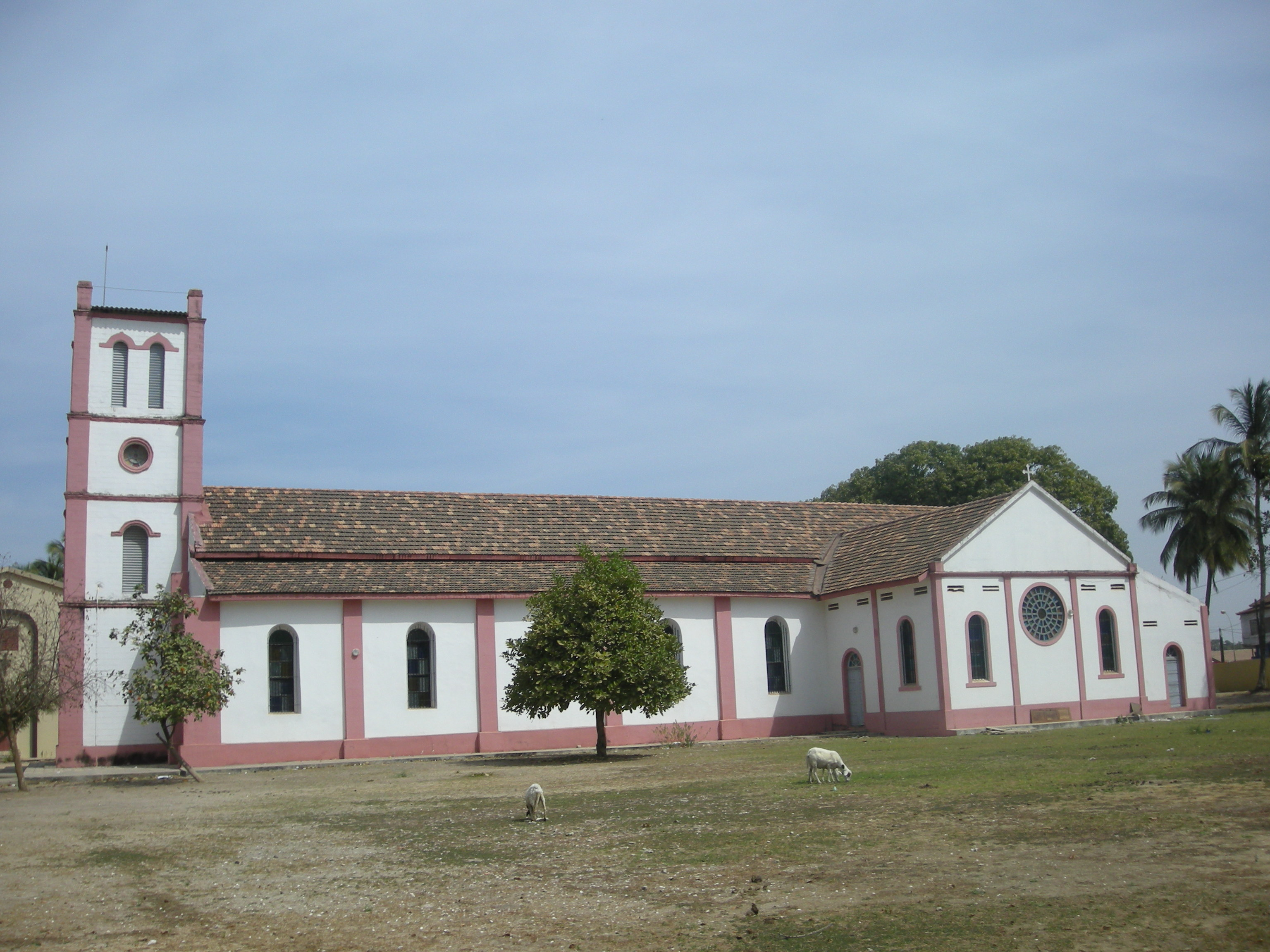
Catedral de Ziguinchor.

Em 2000, o país possuía 86 paróquias atendidas por 200 padres diocesanos e 148 religiosos. Outros religiosos incluíram aproximadamente 150 irmãos e 660 irmãs, cujos esforços na área de saúde e educação motivaram os elogios do Papa São João Paulo II durante sua viagem à região em 1992. O governo fornece ajuda financeira para certas funções religiosas e apoia as 135 escolas primárias e 41 secundárias da Igreja Católica, consideradas entre as melhores do país. Em 2001, os líderes da Igreja expressaram esperança de que a violência do Conflito de Casamança, liderado por um grupo separatista, estava no fim após um acordo de paz e a eleição de uma nova assembleia legislativa.
Nos anos 2000 ocorreu a construção do Santuário de São Paulo, em Dacar, em uma paróquia já existente, cujo terreno foi doado pelo governo, e que contou com a arrecadação de fundos de toda a comunidade católica senegalesa. A capacidade do local é de até 10 mil fiéis. Há também salas para conferências, um obituário, escritórios e uma biblioteca, e foi considerado na época um dos mais importantes projetos da igreja do país.
Em 2016, o governo senegalês ajudou cerca de 1.500 muçulmanos a realizarem sua peregrinação obrigatória a Meca, disponibilizando-lhes bilhetes de avião gratuitos. A mesma ajuda foi dada ajuda a peregrinações católicas a Roma e Israel. O bispo de Thiès, André Gueye, afirmou: "Vivemos juntos em amizade e harmonia. Claro, por vezes temos problemas com os muçulmanos – é como um casal. Mas tentamos resolvê-los através do diálogo". Ainda sendo referência no continente africano, o Senegal vem enfrentando o crescimento do número de seguidores de ramos radicais do islã, o que representa uma ameaça à paz no país. Apesar de não ter havido grandes atos de violência até o relatório de 2018 publicado pela organização pontifícia Ajuda à Igreja que Sofre, é notável os ataques contra instituições cristãs e símbolos cristãos como evidências preocupantes de radicalização entre os muçulmanos.
Em fevereiro de 2018, um ataque foi realizado por pessoas não identificadas contra um complexo religioso em Guédiawaye, onde uma estátua de Nossa Senhora foi destruída. Na Missa celebrada no domingo seguinte, o sacerdote teve de acalmar os fiéis zangados e adverti-los contra atos de vingança. Foi televisionada uma declaração do Ministro do Interior, descrevendo a invasão da igreja como "perturbação da paz social" e um "ataque à liberdade religiosa". O exército senegalês e a polícia reforçaram seu pessoal para prevenção de ataques terroristas islâmicos.
No primeiro trimestre de 2020, a Caritas do Senegal organizou uma coleta nacional a fim de um fundo católico para emergências. O padre Alphonse Seck, secretário-geral da organização, explicou que o projeto quer reduzir o impacto das crises humanitárias que atingem o país e de reforçar a capacidade de adaptação em situações difíceis. O sacerdote ainda afirmou que isso ajudará na escassez alimentar e nutricional, devido a poucas chuvas, à estação invernal e às inundações. Um exemplo de emergência, é que a escassez alimentar afetou cerca de 7 milhões de pessoas na região do Sahel em 2020. Visando isso, a 56ª Assembleia Plenária da Caritas-Senegal, reuniu as delegações das 7 dioceses senegalesas, e foi realizada entre 8 e 9 de fevereiro, na Diocese de Ziguinchor.

## Organização territorial
O catolicismo está presente no país com um total de oito circunscrições eclesiásticas, sendo uma arquidiocese, seis dioceses e uma eparquia para os católicos de rito oriental, todas listadas abaixo:
| Circunscrições eclesiásticas católicas do Senegal | Circunscrições eclesiásticas católicas do Senegal | Circunscrições eclesiásticas católicas do Senegal | Circunscrições eclesiásticas católicas do Senegal | Circunscrições eclesiásticas católicas do Senegal |
| Circunscrição                                     | Ano de ereção                                     | Catedral                                          | Mapa                                              | Ref.                                              |
| ------------------------------------------------- | ------------------------------------------------- | ------------------------------------------------- | ------------------------------------------------- | ------------------------------------------------- |
| Arquidiocese de Dacar                             | 1863                                              | Catedral de Nossa Senhora das Vitórias            |                                                   | [ 11 ]                                            |
| Diocese de Kaolack                                | 1957                                              | Catedral de São Teófilo                           |                                                   | [ 12 ]                                            |
| Diocese de Kolda                                  | 1999                                              | Catedral de Nossa Senhora das Vitórias            |                                                   | [ 13 ]                                            |
| Diocese de Saint-Louis du Sénégal                 | 1763                                              | Catedral de São Luís                              |                                                   | [ 14 ]                                            |
| Diocese de Tambacounda                            | 1970                                              | Catedral de Maria, Rainha do Universo             |                                                   | [ 15 ]                                            |
| Diocese de Thiès                                  | 1969                                              | Catedral de Santana                               |                                                   | [ 16 ]                                            |
| Diocese de Ziguinchor                             | 1939                                              | Catedral de Santo Antônio de Pádua                |                                                   | [ 17 ]                                            |
| Eparquia da Anunciação de Ibadan                  | 2014                                              | Catedral de Nossa Senhora da Anunciação           | —                                                 | [ 18 ]                                            |

## Conferência Episcopal
A reunião dos bispos senegaleses, e de mais alguns países forma a Conferência dos Bispos do Senegal, da Mauritânia, do Cabo Verde e da Guiné-Bissau, que foi criada em 1970.

## Nunciatura Apostólica
A Delegação Apostólica da África Francesa / Dacar foi criada em 1948, e em 28 de dezembro de 1961 elevada a Internunciatura Apostólica de Dacar, e finalmente a Nunciatura Apostólica do Senegal em 1966.

## Visitas papais
O país foi visitado pelo Papa São João Paulo II em 1992, durante os dias 19 e 23 de fevereiro, juntamente com Gâmbia e Guiné. O Pontífice exprimiu sua alegria com a acolhida do povo senegalês, dizendo: 
| “ | Durante minha estada, apreciei a previsão com que as autoridades civis tomaram providências para facilitar as viagens e garantir a condução adequada de nossas várias reuniões. Expresso minha gratidão aos coordenadores e seus colaboradores, que trabalharam com discrição e eficiência. Também gostaria de agradecer particularmente aos jornalistas e técnicos de mídia que se esforçaram para permitir que um grande número de pessoas acompanhasse os eventos subsequentes da minha visita, no Senegal e além de suas fronteiras. | ” |
|   | — Papa São João Paulo II em seu discurso de despedida do Senegal. |   |